# Genimen lailad
Genimen lailad is een rechtvleugelig insect uit de familie Dericorythidae. De wetenschappelijke naam van deze soort is voor het eerst geldig gepubliceerd in 2004 door Ingrisch, Willemse & Shishodia.